# Cumbal
Cumbal je nejjižnější ležící vulkán v Kolumbii, který byl aktivní v historické době (poslední erupce se odehrála v roce 1926). Sopka je tvořena převážně andezity a dacity a má protáhlý tvar ve směru severovýchod-jihozápad. Na vrcholovém hřebeni se nacházejí dva aktivní krátery a několik neaktivních. V obou kráterech jsou aktivní fumaroly, na jihozápadním okraji i termální prameny.